# Liga Española de Baloncesto 1958-1959
La Liga Española de Baloncesto 1958-1959 è stata la 3ª edizione del massimo campionato spagnolo di pallacanestro maschile. La vittoria finale è stata ad appannaggio del Barcellona.

## Risultati

### Stagione regolare
|     | Squadra                   | G  | V  | N | P  | PF    | PS    | Pt. | Qualificazione                    |
| --- | ------------------------- | -- | -- | - | -- | ----- | ----- | --- | --------------------------------- |
| 1.  | Barcellona                | 22 | 20 | 0 | 2  | 1.313 | 1.102 | 40  |                                   |
| 2.  | Real Madrid               | 22 | 19 | 0 | 3  | 1.365 | 1.113 | 38  |                                   |
| 3.  | Club Juventud de Badalona | 22 | 17 | 0 | 5  | 1.231 | 1.009 | 34  |                                   |
| 4.  | Oril. Verde Sabadell      | 22 | 14 | 0 | 8  | 1.221 | 1.065 | 28  |                                   |
| 5.  | Aism. Montcada            | 22 | 13 | 0 | 9  | 1.135 | 1.050 | 26  |                                   |
| 6.  | Estudiantes               | 22 | 12 | 2 | 8  | 1.141 | 1.115 | 26  |                                   |
| 7.  | Español                   | 22 | 9  | 0 | 13 | 1.177 | 1.258 | 18  |                                   |
| 8.  | CD Hesperia               | 22 | 8  | 1 | 13 | 1.310 | 1.228 | 17  |                                   |
| 9.  | Iberia Saragozza          | 22 | 8  | 0 | 14 | 1.089 | 1.258 | 16  |                                   |
| 10. | La Salle Josepets         | 22 | 4  | 2 | 16 | 1.082 | 1.251 | 10  | spareggi retrocessione/promozione |
| 11. | Águilas de Bilbao         | 22 | 3  | 0 | 19 | 1.014 | 1.325 | 6   | spareggi retrocessione/promozione |
| 12. | Real Canoe                | 22 | 2  | 1 | 19 | 1.019 | 1.323 | 5   | spareggi retrocessione/promozione |

| Liga Española de Baloncesto 1958-1959 |
| ------------------------------------- |
| Barcellona 1º titolo                  |

### Spareggi retrocessione/promozione
- Montgat - La Salle Josepets (48-40/39-40)
- CN Helios - Águilas de Bilbao (63-48/53-59)
- Fiesta Alegre - Real Canoe (33-47/69-57)

## Formazione vincitrice
| N° | Naz.              | Ruolo | Sportivo            |  | Alt. |  |
| -- | ----------------- | ----- | ------------------- |  | ---- |  |
|    | Spagna (bandiera) | P     | Francesc Buscató    |  | 178  |  |
|    | Spagna (bandiera) | P     | Raúl Cano           |  |      |  |
|    | Spagna (bandiera) | P     | Roverto Plana       |  |      |  |
|    | Spagna (bandiera) | A     | José Luis Martínez  |  |      |  |
|    | Spagna (bandiera) | A     | Joan Canals         |  |      |  |
|    | Spagna (bandiera) | A     | José Miró Llort     |  |      |  |
|    | Spagna (bandiera) | A     | Jaime Mateu Roig    |  |      |  |
|    | Spagna (bandiera) | A     | José María Meléndez |  |      |  |
|    | Spagna (bandiera) | C     | Alfonso Martínez    |  | 194  |  |
|    | Spagna (bandiera) | C     | Jordi Bonareu       |  | 192  |  |
|    | Spagna (bandiera) | All.  | Jaime Isal          |  |      |  |